# Kanton Bayeux
Bayeux is een kanton van het Franse departement Calvados. Het kanton maakt deel uit van het arrondissement Bayeux.

## Gemeenten
Het kanton Bayeux omvatte tot 2014 de volgende 16 gemeenten:
- Agy
- Arganchy
- Barbeville
- Bayeux (hoofdplaats)
- Cottun
- Cussy
- Guéron
- Monceaux-en-Bessin
- Nonant
- Ranchy
- Saint-Loup-Hors
- Saint-Martin-des-Entrées
- Saint-Vigor-le-Grand
- Subles
- Sully
- Vaucelles

Bij de herindeling van de kantons door het decreet van 17 februari 2014, met uitwerking op 22 maart 2015, werden volgende 18 gemeenten aan het kanton toegevoegd:
- Campigny
- Chouain
- Commes
- Condé-sur-Seulles
- Ellon
- Esquay-sur-Seulles
- Juaye-Mondaye
- Longues-sur-Mer
- Magny-en-Bessin
- Le Manoir
- Manvieux
- Port-en-Bessin-Huppain
- Ryes
- Sommervieu
- Tracy-sur-Mer
- Vaux-sur-Aure
- Vaux-sur-Seulles
- Vienne-en-Bessin